# いろは 〜秋の夕日に影ふみを〜
『いろは 〜秋の夕日に影ふみを〜』（いろは あきのゆうひにかげふみを）は、2007年7月20日に有限会社イーゼルエンタテインメントのアダルトゲームブランド・Caitsithより発売された18禁恋愛アドベンチャーゲーム。Android向けに移植されコミック形式で1話ずつ配信されている。

## 概要
Caitsithが発表した唯一の作品。物語の基本設定は、シナリオ担当者がとある資材置き場にいたネコや漫画『宇宙家族カールビンソン』などから着想を得て生み出したものであり、それが2005年春頃からゲーム企画としてブラッシュアップされていった。舞台となる村のモデルは群馬県北部で、凜の雑貨屋は愛媛県内子、天音の住居は横浜西山手洋館を参考にしている。
アフターストーリーとして『妖怪レストラン』の制作が発表されている。

## あらすじ
舞台は人里はなれた深い山奥にある、妖怪の住む村である。唯一の人間である主人公の陸は、村の診療所を営む若先生と、化猫であるお師匠さんとともに暮らしている。陸は幼いころに両親を亡くしており、この村で妖怪たちに大切に育てられてきた。
秋が近づいたある日、村外れに見知らぬ女の子がいるのを若先生が見つけ、保護する。女の子は、「夕奈」という自分の名前以外のことをほとんど忘れていた。そこで陸は夕奈を診療所に住まわせ、夕奈の両親が見つかるまで面倒を見ることにした。

## 登場人物

### 主人公
陸（りく）
幼いころに両親をなくして以来、妖怪たちに大切に育てられる。料理が得意で、作中でも料理を作る場面が非常に多く描かれている。

### ヒロイン
夕奈（ゆうな）
声：町田あみ
村に迷い込んだ人間の女の子。若先生に保護される。自分の名前以外の記憶をほとんど失くしており、帰ることができない。もといた場所の手がかりが見つかるまで、若先生の診療所で陸とともに過ごす。「〜なの」という語尾の幼い話し方をする。
凜（りん）
声：小塚環
村で唯一の商店「鈴鳴屋」を営む化猫。陸の幼馴染み。
紗雪（さゆき）
声：まきいづみ
雪ん子。冬になると村に来る。呪文の詠唱で冬を呼び、雪を降らせる。寒さや雪で被害に遭った妖怪からは快く思われておらず、除け者にされることもある。無表情で訥々と話す。
彩（あや）
声：このかなみ
村の土地神である妖狐。妖怪の子供たちのために青空学校の先生役もつとめている。ずぼらな性格で酒をこよなく愛する。

### サブキャラクター
若先生（わかせんせい）
陸が住む診療所の先生。正体はよくわからない。
お師匠さん（おししょさん）
化猫。尻尾が二つに分かれている。村一番の高齢で、村人に敬愛されている。陸とは大まかな意志疎通ができる。
玄（げん）
山伏の格好をして、面で顔を覆った妖怪。
蒼（あお）
声：茶谷やすら
青行燈（『百物語』の最後に登場する妖怪）。
疾風・辰巳・凪（はやて・たつみ・なぎ）
彩の使い魔の狐。それぞれ性格が異なる。彩のずぼらさに振り回されている。
天音（あまね）
声：町田あみ
終盤で物語に深く関わってくる。公式サイトなどでは紹介されていない。

## スタッフ
- 原画：あぶりだしざくろ、秋乃武彦
- シナリオ：C2H6O、てつじん、うに
- BGM：大川茂伸